# Waldbrunn (Baviera)
Waldbrunn è un comune tedesco di 2 523 abitanti, situato nel land della Baviera.